# Marcopolo Veneza
Marcopolo Veneza foi um dos modelos de ônibus urbanos da Marcopolo. Foi fabricado entre os anos de 1970 e 1983 numa época de transição de projetos da empresa, que mudou seu nome de Nicola para Marcopolo em 1971. Teve versões urbana padrão, articulado e romeu-e-julieta.
O Veneza foi o primeiro modelo urbano propriamente dito da Marcopolo, lançado no final de 1970, pois os modelos anteriores ainda tinha o molde da Nicola Ouro. Chegou a estar em linha de fabricação tanto na época em que a fábrica ainda se chamava Nicola (nome referente à família que era sócia majoritária) quanto nos primórdios da nova fase da fábrica, sem a família Nicola e já com o nome Marcopolo.
O Veneza coexistiu com outro ônibus que foi sucesso da Marcopolo, o San Remo, criado em 1974. Apesar de os dois ônibus serem destinados para os transportes urbanos e interurbanos, o fato de os dois praticamente viverem numa época só era perfeitamente aceitável, já que havia diferenças nas propostas entre ambos. O San Remo nasceu com a proposta de ter uma melhor relação custo/benefício, além de ser mais leve. Já o Veneza era uma espécie de ônibus urbano Premium da Marcopolo.

## Veneza II
No final de 1977, o Veneza ganhava uma nova versão denominada Veneza II, com linhas ainda mais modernas, maior espaço interno e novos materiais. Foi nessa versão que saiu o modelo articulado. Depois de 1981 sua produção caiu drasticamente, deixando de ser fabricado no ano de 1983 (quando a fábrica da Eliziário em Porto Alegre fechou as portas) e abriu caminho para o Marcopolo Torino.

## Versões
O Veneza teve algumas aplicações voltadas para tráfego em áreas difíceis. Também foram vistos nesta época, Marcopolo Veneza no estilo Romeu e Julieta. Era uma espécie de antecessor do ônibus articulado. O ônibus puxava um reboque que também levava passageiros.
Mas houve também Veneza Articulado e Veneza Expresso.

## Chassis
O Marcopolo Veneza foi fabricado predominantemente sobre o chassi Mercedes-Benz. Já o Veneza II, apesar de ser em sua maioria encarroçado sobre chassi da Mercedes, também existiu com motorização Fiat, e mais raro ainda de se encontrar com chassis Scania e Volvo.